# Rhapidophorus wilsoni
Rhapidophorus wilsoni is een eenoogkreeftjessoort uit de familie van de Arietellidae. De wetenschappelijke naam van de soort is voor het eerst geldig gepubliceerd in 1891 door Edwards.